# Matanzas (República Dominicana)
Matanzas es un municipio de la República Dominicana, que está situado en la provincia de Peravia.

## Toponimia
Según Hector Bienvenido Melo en su libro “Matanzas, su pasado y presente”, el nombre de Matanzas de Noria, tiene su origen en la crianza y matanza de reces para exportar pieles hacia Europa que se realizaba en el lugar.  También indica sobre la existencia de una Noria que para sacar agua de un pozo o de otro lugar. Esta noria era el punto de reunión de los animales que iban a sacrificar, quedando descartado que su nombre proviene de una matanza de personas en el lugar. 

## Historia
La principal actividad económica de Matanzas era la agricultura, la pesca y la confección de sillas y mecedoras. La primera escuela del lugar fue edificada en el año 1978 bajo el nombre de la profesora Idalina Guerrero.
El 6 de agosto de 2013, dejó de ser un distrito municipal de Baní para pasar a ser el tercer municipio de la provincia de Peravia.

## Distritos municipales
Está formado por los distritos municipales de:
- Matanzas
- Sabana Buey